# José María Ortiz de Mendíbil
José María Ortiz de Mendibil (Portugalete, 1926. augusztus 11. – Algorta, 2015. szeptember 15.) baszk származású spanyol nemzetközi labdarúgó-játékvezető. Teljes nevén: José Maria Ortiz de Mendibil Monasterio. Egyéb foglalkozása egy gép-importtal foglalkozó vállalat kereskedelmi vezetője.

## Pályafutása

### Nemzeti játékvezetés
A játékszabályokból 1950-ben tett vizsgát. A küldési gyakorlat szerint rendszeres partbírói tevékenységet is végzett, 1955-től hazájának legmagasabb osztályának játékvezetőinek keretébe került. A nemzeti játékvezetéstől 1973-ban búcsúzott el. Vezetett bajnoki mérkőzéseinek száma: 241. Vezetett kupadöntők száma: 2. A Spanyol Labdarúgó-szövetség JB szakmai munkájának elismeréseként két alkalommal bízta meg a torna döntőjének vezetésére. 
| Időpont          | Helyszín                     | Mérkőzés típusa | Mérkőzés                    | Eredmény |
| ---------------- | ---------------------------- | --------------- | --------------------------- | -------- |
| 1970. június 28. | Camp Nou Stadion, Barcelona  | döntő           | Real Madrid CF–Valencia     | 3 : 1    |
| 1972. július 8.  | San Bernabeu Stadion, Madrid | döntő           | Atlético de Madrid–Valencia | 2 : 1    |

### Nemzetközi játékvezetés
A Spanyol labdarúgó-szövetség JB terjesztette fel nemzetközi játékvezetőnek, a Nemzetközi Labdarúgó-szövetség (FIFA) 1958-tól tartotta nyilván bírói keretében. A FIFA JB központi nyelvei közül a spanyolt, az angolt és a németet beszélte. Az Európai Labdarúgó-szövetség (UEFA) megbízásából Európa szerte sorozatban vezette a legjelentősebb nemzetközi találkozókat, vagy működő társának partbíróként segített. 1966-ban egy Real Madrid CF mérkőzésen a szövetségi ellenőr véleménye szerint nem megfelelő szigorral járt el, ezért egy hónapra tekintély hiánya miatt felfüggesztették I. Ligás működését. A spanyol nemzetközi játékvezetők rangsorában, a világbajnokság-Európa-bajnokság sorrendjében többedmagával a 10. helyet foglalja el 8 találkozó szolgálatával. A nemzetközi játékvezetéstől 1970-ben búcsúzott el. Válogatott mérkőzéseinek száma: 11 - A osztályú: 10, B osztályú 1.

#### Labdarúgó-világbajnokság
A világbajnoki döntőhöz vezető úton Mexikóba a IX., az 1970-es labdarúgó-világbajnokságra a FIFA JB játékvezetőként foglalkoztatta. A FIFA JB elvárása szerint, ha nem vezetett, akkor partbíróként tevékenykedett. Két csoportmérkőzésen egyes számú besorolást kapott, játékvezetői sérülés esetén továbbvezethette volna a találkozót. Az egyik negyeddöntőben 2. számú partbíróként szolgált. Világbajnokságokon vezetett mérkőzéseinek száma: 2 + 3 (partbíró).

##### Selejtező mérkőzés
| Időpont           | Helyszín                     | Mérkőzés típusa                | Mérkőzés         | Eredmény |
| ----------------- | ---------------------------- | ------------------------------ | ---------------- | -------- |
| 1968. november 3. | Központi Stadion, Casablanca | előselejtező (afrikai csoport) | Marokkó–Szenegál | 1 : 0    |

###### Világbajnoki mérkőzés
| Időpont          | Helyszín                     | Mérkőzés típusa              | Mérkőzés         | Eredmény | Nézők száma |
| ---------------- | ---------------------------- | ---------------------------- | ---------------- | -------- | ----------- |
| 1970. június 7.  | Nou Camp Stadion, León       | csoportmérkőzés (4. csoport) | NSZK–Bulgária    | 5 : 2    | 12 710      |
| 1970. június 17. | Jalisco Stadion, Guadalajara | elődöntő                     | Brazília–Uruguay | 3 : 1    | 51 000      |

#### Labdarúgó-Európa-bajnokság

##### U18-as labdarúgó-Európa-bajnokság
Portugália rendezte az 1961-es U18-as labdarúgó-Európa-bajnokságot, ahol az UEFA JB bemutatta a nemzetközi résztvevőknek.

###### U18-as labdarúgó-Európa-bajnokság
| Időpont | Mérkőzés típusa | Mérkőzés                 | Eredmény |
| ------- | --------------- | ------------------------ | -------- |
| 1961.   | döntő           | Portugália–Lengyelország | 4 : 1    |

---
Az európai-labdarúgó torna döntőjéhez vezető úton három alkalommal, Spanyolországba az II., az 1964-es labdarúgó-Európa-bajnokságra, majd Olaszországba a III., az 1968-as labdarúgó-Európa-bajnokságra, illetve Belgiumba a IV., az 1972-es labdarúgó-Európa-bajnokságra az UEFA JB játékvezetőként foglalkoztatta. 1968-ban a 3. labdarúgó-Európa-bajnokság megismételt döntőjét, első spanyolként vezethette.

##### 1964-es labdarúgó-Európa-bajnokság

###### Selejtező mérkőzés
| Időpont           | Helyszín                         | Mérkőzés típusa | Mérkőzés               | Eredmény | Nézők száma |
| ----------------- | -------------------------------- | --------------- | ---------------------- | -------- | ----------- |
| 1963. október 26. | Parc des Princes Stadion, Párizs | nyolcaddöntő    | Franciaország–Bulgária | 3 : 1    | 32 223      |

##### 1968-as labdarúgó-Európa-bajnokság

###### Selejtező mérkőzés
| Időpont        | Helyszín             | Mérkőzés típusa           | Mérkőzés         | Eredmény | Nézők száma |
| -------------- | -------------------- | ------------------------- | ---------------- | -------- | ----------- |
| 1967. május 3. | JNA Stadion, Belgrád | előselejtező (4. csoport) | Jugoszlávia–NSZK | 1 : 0    | 48 000      |

###### Európa-bajnoki mérkőzés
| Időpont          | Helyszín                  | Mérkőzés típusa   | Mérkőzés                | Eredmény | Nézők száma |
| ---------------- | ------------------------- | ----------------- | ----------------------- | -------- | ----------- |
| 1968. június 5.  | Comunale Stadion, Firenze | elődöntő          | Jugoszlávia–Anglia      | 1 : 0    | 21 834      |
| 1968. június 10. | Olimpiai Stadion, Róma    | megismételt döntő | Olaszország–Jugoszlávia | 2 : 0    | 55 000      |

##### 1972-es labdarúgó-Európa-bajnokság

###### Selejtező mérkőzés
| Időpont           | Helyszín                    | Mérkőzés típusa           | Mérkőzés           | Eredmény | Nézők száma |
| ----------------- | --------------------------- | ------------------------- | ------------------ | -------- | ----------- |
| 1971. december 1. | Karaiskaki Stadion, Pireusz | előselejtező (3. csoport) | Görögország–Anglia | 1 : 1    | 34 014      |

#### Nemzetközi kupamérkőzések
Vezetett kupadöntők száma: 3.

##### Bajnokcsapatok Európa-kupája
A 14. játékvezető – az első spanyol – aki BEK döntőt vezetett.
| Időpont            | Helyszín                          | Mérkőzés típusa           | Mérkőzés                        | Eredmény | Nézők száma |
| ------------------ | --------------------------------- | ------------------------- | ------------------------------- | -------- | ----------- |
| 1969. május 28.    | Santiago Bernabéu stadion, Madrid | döntő                     | AC Milan–AFC Ajax               | 4 – 1    | 50 000      |
| 1969. november 26. | Üllői úti Stadion, Budapest       | előselejtező (2. forduló) | Ferencvárosi TC–Leeds United FC | 0 – 3    |             |

##### Kupagyőztesek Európa-kupája
| Időpont         | Helyszín                   | Mérkőzés típusa | Mérkőzés              | Eredmény |
| --------------- | -------------------------- | --------------- | --------------------- | -------- |
| 1968. május 23. | De Kuip Stadion, Rotterdam | döntő           | AC Milan–Hamburger SV | 2 : 0    |

##### Interkontinentális kupa
| Időpont              | Helyszín                          | Mérkőzés típusa   | Mérkőzés                               | Eredmény |
| -------------------- | --------------------------------- | ----------------- | -------------------------------------- | -------- |
| 1964. szeptember 26. | Santiago Bernabéu Stadion, Madrid | döntő 2. mérkőzés | FC Internazionale Milano–Independiente | 1 : 0    |

## Sportvezetőként
A visszavonulását követően az UEFA Játékvezető Bizottságánál nemzetközi játékvezető ellenőrként dolgozik. Spanyolországban  a TVE The Moviola, a Chain Sert és TV Bilbaó sportműsoraiban szakkommentártorként dolgozik.

## Sikerei, díjai
1967-ben a Spanyol Labdarúgó-szövetség az Év Játékvezetője megtiszteltető címmel ruházta fel.